# SonoUno (software)
sonoUno es un software centrado en el usuario que permite a personas con diferentes estilos sensoriales explorar datos científicos, visualmente y mediante sonificación. Fue concebido como una herramienta para el análisis multimodal de datos, y si bien fue  diseñado originalmente para sonorizar datos de ciencias del espacio, en el marco de la astronomía para la inclusión, es posible utilizarlo para cualquier conjunto de datos presentados en tablas de dos o más columnas. 

## Antecedentes
El uso del sonido/audio en astronomía existe desde hace años; algunos ejemplos son: la sonificación del conjunto de datos astronómicos zCOSMOS, el  LightSound (dispositivo electrónico que convierte la luz en sonido, creado para observar eclipses), la plataforma de sonido construida en colaboración con el equipo de ATLAS Outreach, que provee un sitio web que permite al público en general escuchar experimentos en tiempo real. También existen softwares que sonifican datos utilizando distintos tipos de aproximaciones, entre ellos el xSonify, Sonification Sandbox, Quasar Spectroscopy Sound, StarSound, VoxMagellan, Astronify,STRAUSS.
En la mayoría de los casos, el mapeo realizado para obtener la sonificación del conjunto de datos es definido por su creador y compartido como producto final, no es el caso de sonoUno, cuyo diseño está centrado en el usuario desde el inicio.
Por otra parte, existen dispositivos transductores que sonorizan señales, como el LightSound.

## Descripción
sonoUno proporciona una plataforma de código abierto que permite a los usuarios abrir diferentes conjuntos de datos y explorarlos a través de un despliegue visual y auditivo. Aplicaciones en casos de datos galácticos, sonificación de imágenes, sonificación de espectros y curvas de luz de estrellas variables y detección de características especiales  en los datos, son parte de sus funcionalidades. 
El software garantiza el acceso  a la información para personas ciegas y no ciegas: el despliegue de todas las herramientas se realiza en la misma pantalla, sin ventanas emergentes. La organización de las funcionalidades (funciones gráficas, sonoras, matemáticas y IO) se ubican en diferentes paneles, que pueden ser manipulados (ocultos o mostrados) para simplificar la visualización según lo desee el usuario.

## Interfaz web
En 2019 el equipo de desarrolladores propuso la interfaz web con funcionalidades similares a la versión de escritorio. Esta versión web sigue los mismos principios, se probó su accesibilidad con lectores de pantalla. Esta versión fue evaluada por expertos quienes definen sonoUno web como: "Una herramienta en línea o una interfaz de usuario independiente. Adecuado para datos unidimensionales, como curvas y espectros de luz. Principalmente para análisis científicos y educación".

## Funcionalidades especiales
sonoUno permite: 

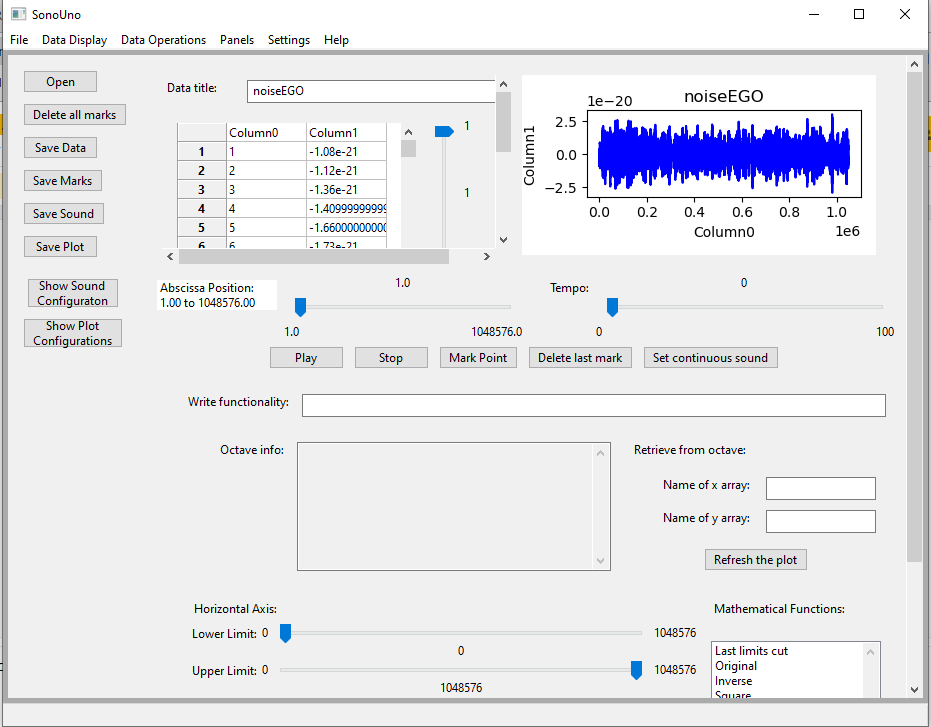
sonoUno: pantalla de la versión de escritorio

- Sonorizar datos en tablas de 2 o más columnas

- Sonorizar 2 o más columnas a la vez
- Sonorizar imágenes
- Trabajar sonorizando varios archivos  en batch
- Modificar parámetros gráficos y sonoros (cambio de volumen y frecuencia, por ejemplo)
- Aplicar funciones matemática a los datos.
- Presenta scripts para sonorizar datos especiales, como muones (Muografía) y partículas elementales en el  LHC.